# 宮原照夫
宮原 照夫（みやはら てるお、1938年 - 2018年）は、日本の雑誌編集者。長野県伊那市出身。
講談社発行の漫画雑誌、『週刊少年マガジン』第4代編集長、ならびに『週刊ヤングマガジン』、『月刊少年マガジン』初代編集長。

## 経歴
高校卒業後の1956年に講談社に入社、『少年倶楽部』配属となる。1959年、『週刊少年マガジン』編集部に創刊スタッフとして異動、ちばてつやの担当編集者として「ちかいの魔球」、「紫電改のタカ」、「ハリスの旋風」の連載に携わる。その後、梶原一騎の担当編集者として「巨人の星」、「あしたのジョー」の連載を立ち上げ、1971年に『週刊少年マガジン』第4代編集長となる。1974年に『月刊少年マガジン』、1980年には『週刊ヤングマガジン』を創刊、初代編集長となる。
その後、講談社マルチメディア事業局長として「GHOST IN THE SHELL / 攻殻機動隊」などのアニメ制作に携わる。1999年、株式会社コミックス代表取締役に就任。相談役を経て、2004年退社。

## 著書
- 実録！少年マガジン編集奮闘記（2005年、講談社）ISBN 4063646548